# Disconeura peculiaris
Disconeura peculiaris är en fjärilsart som beskrevs av Rothschild 1933. Disconeura peculiaris ingår i släktet Disconeura och familjen björnspinnare. Inga underarter finns listade i Catalogue of Life.